# Copa Davis 1924
La Copa Davis 1924 fue la 19.ª edición del torneo de tenis masculino más importante por naciones. La ronda final se celebró del 11 al 13 de septiembre de 1924. Estados Unidos se proclamó como equipo ganador de la Copa, venciendo al equipo de Australia por 5 a 0.

## Partido de la Inter-Zona
|  | Semifinales | Semifinales |           |   | Final | Final |  |
|  |             |             |           |   |       |       |  |
|  |             |             |           |   |       |       |  |
|  |             |             |           |   |       |       |  |
|  |             |             |           |   |       |       |  |
|  |             |             |           |   |       |       |  |
|  |             | Francia     | 2         |   |       |       |  |
|  |             |             | 2         |   |       |       |  |
|  |             |             | Australia | 3 |       |       |  |
|  |             |             | Australia | 3 |       |       |  |
|  |             |             |           |   |       |       |  |
|  |             |             |           |   |       |       |  |
|  |             |             |           |   |       |       |  |
|  |             |             |           |   |       |       |  |

## Ronda Final
| | Estados Unidos | 5                                | 0 | Australia |   |   |
| --- | -------------- | -------------------------------- | - | --------- | - | - |
| Germantown Cricket Club, Pensilvania, Estados Unidos 11 al 13 de septiembre de 1924 |                |                                  |   |           |   |   |
| \| 1 \| \| Bill Tilden \| 6 \| 6 \| 6 \| \| \| 1 \| \| Gerald Patterson \| 4 \| 2 \| 2 \| \| \| 2 \| \| Vincent Richards \| 6 \| 6 \| 6 \| \| \| 2 \| \| Pat O'Hara Wood \| 3 \| 2 \| 4 \| \| \| 3 \| \| Bill Johnston-Bill Tilden \| 5 \| 6 \| 6 \| 6 \| \| 3 \| \| Pat O'Hara Wood-Gerald Patterson \| 7 \| 3 \| 4 \| 1 \| \| 4 \| \| Bill Tilden \| 6 \| 6 \| 6 \| \| \| 4 \| \| Pat O'Hara Wood \| 2 \| 1 \| 1 \| \| \| 5 \| \| Vincent Richards \| 6 \| 7 \| 6 \| \| \| 5 \| \| Gerald Patterson \| 3 \| 5 \| 4 \| \| |                |                                  |   |           |   |   |
| 1 |                | Bill Tilden                      | 6 | 6         | 6 |   |
| 1 |                | Gerald Patterson                 | 4 | 2         | 2 |   |
| 2 |                | Vincent Richards                 | 6 | 6         | 6 |   |
| 2 |                | Pat O'Hara Wood                  | 3 | 2         | 4 |   |
| 3 |                | Bill Johnston-Bill Tilden        | 5 | 6         | 6 | 6 |
| 3 |                | Pat O'Hara Wood-Gerald Patterson | 7 | 3         | 4 | 1 |
| 4 |                | Bill Tilden                      | 6 | 6         | 6 |   |
| 4 |                | Pat O'Hara Wood                  | 2 | 1         | 1 |   |
| 5 |                | Vincent Richards                 | 6 | 7         | 6 |   |
| 5 |                | Gerald Patterson                 | 3 | 5         | 4 |   |